# Ronny Ruatti
Ronny Ruatty (San Candido, 17 luglio 1983) è un ex hockeista su ghiaccio e giocatore di curling italiano di Cortina d'Ampezzo.

## Carriera agonistica

### Hockey su ghiaccio
Nella stagione 2001/2002 fa parte della squadra hockeistica di Cortina d'Ampezzo, la Sportivi Ghiaccio Cortina. Ronny disputava la serie A2 nel ruolo di difensore.
Successivamente gioca con la squadra amatoriale dei Dinosauri, sempre di Cortina d'Ampezzo.

### Curling
Il suo esordio con la nazionale italiana junior di curling è stato il campionato mondiale junior di gruppo B del 2003, disputato a Tårnby, in Danimarca: in quell'occasione l'Italia si piazzò al settimo posto.
CAMPIONATI
Nazionale junior:
- Mondiale junior di gruppo B
  - 2003 Tårnby ( Danimarca) 7° (17° ranking mondiale)

## Altro
Dal 2009 Ronny è maestro di sci. Insieme alla famiglia è albergatore a Cortina d'Ampezzo